# ウ離島
ウ離島（ウばなりじま）は、八重山列島の西表島の北北東の沖合にある無人島である。地籍上は、沖縄県八重山郡竹富町字高那の一部。

## 概要
北北東から南南西の方向に400mにわたって伸びる一方、幅は100-200mと細長い。全体が岩山のようになっている。
地元では青島（あおしま）、アウ、アウシマ、アウジマと呼ばれる。かつては「あふ離」と書かれ、地元ではアウ島と呼んでいた。アウ離島、青離とした記録もあることから、冒頭の「ア」が後に脱落した可能性が高い。また、新城島からは三線を横にしたような形に見えることから、サンシンヤマとも呼ばれる。
地質的には古第三紀の緑色火山岩が主だが、南端には古第三紀の緑色片岩もある。第二次世界大戦後、西表島や竹富島の住民が耕作やヤギの放牧を行なっていたが、現在は荒地となっている。
この島と東方の小浜島との間のヨナラ水道は、オニイトマキエイ（マンタ）が遊泳する海域として知られる。
2013年9月に中国企業への売却話があったとされるが、実際には売却に至らず、2020年5月時点で5億円で販売されていた。